# Heidesee
Heidesee település Németországban, azon belül Brandenburgban. Lakosainak száma 7440 fő (2023. december 31.). Heidesee Münchehofe és Groß Köris községekkel határos.

## Népesség
A település népességének változása:
| Lakosok száma | 7140 | 7140 | 7120 | 7416 | 7440 |
|               | 2017 | 2019 | 2021 | 2022 | 2023 |